# Skwer Milana Kwiatkowskiego w Poznaniu
Skwer Milana Kwiatkowskiego – skwer w Poznaniu, na Osiedlu Piastowskim, w jednostce obszarowej SIM Osiedle Piastowskie na Ratajach, w rejonie jednostki pomocniczej Osiedle Rataje. Zarządzenie o przyznaniu nazwy podjęła Rada Miasta Poznania podczas sesji dnia 9 czerwca 2020 roku.
W lutym 2020 Stowarzyszenie Teatr Myśli Ukrytych wyszło z ideą wspomnienia Milana Kwiatkowskiego a zamierzenie zaakceptował radny Łukasz Kapustka. Dobrze nawiązał do niej także dyrektor Teatru Nowego. Nieprzypadkowo postanowiono nadać taką nazwą skwerowi, gdyż Milan Kwiatkowski był mieszkańcem osiedla Piastowskiego.